# Video Senshi Laserion
Video Senshi Laserion (ビデオ戦士レザリオン Bideo Senshi Rezarion) como nombre original, Laserion en España o El Super Lasser en Latinoamérica es una serie de animé del tipo mecha, creada por Saburo Yatsude y dirigida por Kozo Morishita en los estudios Toei Animation, transmitido originalmente por la cadena TBS Televisión desde marzo de 1984 a febrero de 1985 y contó con un total de 45 episodios.
Esta serie fue la primera en abordar el tema de los Juegos por computadora vía en línea, años antes de que el fenómeno del internet fuera creado.

## Argumento
El Ejército de la Confederación Terrestre se encuentra experimentando un poderoso circuito de teletransportación, capaz de generar enormes cantidades de energía muy rápidamente y con una potencia nunca antes vista. Durante una de estas pruebas, el circuito se sobrecarga y crea una gran onda de interferencia, la cual llega a afectar directamente el sistema de comunicaciones de la ciudad cuyos cables eléctricos se encontraban cerca del lugar de pruebas. Este extraño fenómeno afecta principalmente la casa de Takashi Katori (Jimmy Logan en Latinoamérica o Jin Katori en España), justo en el momento en que este se hallaba trabajando en el diseño de su última creación virtual, el robot Laserion. El modelo de Takashi se teletransporta y materializa en el laboratorio de la Confederación Terrestre, quedando sorprendidos de las capacidades del robot, con todas las armas y capacidades que éste le había dado en la etapa de desarrollo.
La serie transcurre con un futuro lleno de contaminación, desempleo y recursos naturales limitados, la Tierra ha creado un plan llamado Clean Earth (Limpieza de la Tierra), con el resultado de que envían a la Luna y a Marte, los productos tóxicos al igual que a los criminales. Es en estas circunstancias que en la Luna, el Ejército Rebelde del espacio exterior y liderados por el Doctor Godheid (Doctor Godoy en Latinoamérica), inicia sus ataques contra nuestro planeta. Aunque inicialmente es repelido por el ejército de la Confederación Terrestre, gracias a la ayuda de los robot de apoyo G1 y G2, de color azul y púrpura respectivamente. Pronto la superioridad del enemigo hará que se tomen nuevas medidas. Así, Takashi Katori será obligado a formar parte del ejército de la Tierra, con lo que se logrará una igualdad de fuerzas. Sin embargo, pronto cambiará la situación pues entrará a tallar un nuevo enemigo, el cual literalmente exterminará al ejército rebelde y se propondrá exterminar a los habitantes de la Tierra. 
La nueva amenaza será el imperio Jaaku, el cual, a diferencia del Ejército Rebelde, tendrá muchos y mejores recursos para cumplir sus objetivos. Pronto hará su aparición el poderoso Gyanosaban (Gario Saban en Latinoamérica), robot del imperio Jaaku, contra el cual Laserion estará en desventaja. El profesor Blueheim, gran amigo de Takashi, tendrá entonces el reto de mejorar al Laserion para que pueda hacer frente a sus nuevos enemigos.
En los episodios no traducidos para Occidente (27 al 45), se revela que el padre de Olivia, don Steve, ha sido forzado a trabajar para los Jaaku mediante la tortura y con esto les ayuda a secuestrar a su propia hija, con el propósito de crear una distracción para la Confederación. La misión de Takashi contra los Jaaku ahora se hace personal pues deberá hacer contra Gario en duelo y evitar perder al amor de su vida en el intento.

## Voces
| Personaje                               | Voz               |
| --------------------------------------- | ----------------- |
| Jimmy Logan (Jin Katori) Takashi Katori | Javier Ponton     |
| Olivia Lawrence                         | Rocío Robledo     |
| Gral. Silvestre                         | Jorge García      |
| Charles                                 |                   |
| Sara                                    | Gabriela León     |
| Dr. Godoy (Dr Godheid)                  | Alejandro Abdalah |
| Cnel. Mason                             | Edgard Walt       |

## Personajes
| Personaje                                                                      | Descripción |
| ------------------------------------------------------------------------------ | --- |
| Jimmy Logan Takashi Katori (香取敬 Katori Takashi) Seiyū: Toru Furuya          | Es el protagonista de la serie, es un adolescente fanático de la computación, los juegos en línea y los robots. Él crea a Laserion con su computadora y después de ser materializado y sorprendido por las capacidades del robot, es reclutado por el Ejército de la Confederación Terrestre para proteger la Tierra pilotando a Laserion, quien lo maneja a través de un teclado con el cual escribe unas coordenadas para materializar el robot y las armas en uso. Originalmente un chico frívolo, poco aplicado y que solamente valora la belleza física, Takashi a lo largo de la serie evoluciona hasta comprender la importancia de las tácticas, la generosidad y el amor verdadero. |
| Olivia Olivia Lawrence (オリビア・ローレンス Oribia Rōrensu) Seiyū: Keiko Han  | Es una chica oriunda de Estados Unidos que vive en Japón y es la mejor amiga de Takashi, con quien se conoció practicando Kendo, su padre fue llevado a la fuerza a la Luna por el Ejército Rebelde y espera que con la ayuda de Laserion, regrese sano y salvo. A lo largo de la serie su gran corazón y belleza la convierten de mejor amiga en enamorada, lo cual causa más preocupación a Takashi cuando su propio padre, torturado para trabajar como esbirro del Imperio Jaaku, la secuestra y son separados. |
| General Silvestre Sylvester (シルベスタ Sirubesutaa) Seiyū: Keiichi Noda       | Es el general y líder del Ejército de la Confederación Terrestre, él es quien encomienda las misiones en donde Takashi debe entrar en acción junto a Laserion para defender la Tierra del ataque del Ejército Rebelde y posteriormente del imperio Jaaku. |
| Doctor Bluehead Blueheim (ブルーハイム Burūhaimu) Seiyū: Masaya Taki           | Es el científico de la Confederación Terrestre, encargado del mantenimiento y desarrollo de Laserion y a la vez gran consejero de Takashi. Él había creado el sistema de energía que posteriormente afectó a la ciudad con una interferencia y terminó materializando a Laserion. Por un momento sintió que fue todo un fracaso y que el Premio Nobel se le escaparía de las manos. Pero al ver las capacidades del robot, su frustración se convirtió en alegría. Muchos creen (en especial el Doctor Godheid) que el Doctor Blueheim fue el creador de Laserion. |
| Monroe Monroe (モンロー) Seiyū: Yoko Kawanami                                  | Es la hermosa asistente y a la vez ayudante del General Silvestre, fue espía del Ejército Rebelde y después limpia su imagen colaborando constantemente con el ejército de la Confederación Terrestre. |
| Charles Charles Danner (チャールズ・ダナー Chāruzu Danā) Seiyū: Norio Wakamoto | Es un afroamericano quien pilota el Robot G-1, uno de los robots encargados de proteger la Tierra del ataque del Ejército Rebelde. Vive con su esposa que estudia parasicología y su hija, quienes fueron desde Estados Unidos a vivir junto a Charles a Japón. |
| Sara Sahara (サハラ Sahara) Seiyū: Eiko Yamada                                 | Es una chica proveniente de Egipto y la encargada de pilotar el robot G-2, el segundo robot encargado de proteger la Tierra, es de carácter fuerte, ya que desde muy niña, vio muchas guerras civiles en su país, donde vio sufrir a los miembros de su familia. A pesar de su carácter, en el fondo posee un tierno corazón. |
| Élefan Zou (エレファン) Seiyū: Michitaka Kobayashi                             | Es un extraterrestre que fue enviado desde su planeta natal a la Tierra en misión de investigación. Al llegar a la Tierra y después de ser derribado por Takashi a bordo del Laserion, queda bajo el cuidado del Ejército de la Confederación Terrestre tras perder la memoria. Sahara se siente atraída hacia él pero no la toma en cuenta, provocando el enfado de esta. En la segunda temporada recupera la memoria y se une al ejército de la Confederación Terrestre, donde le encomiendan pilotar el Robot G-5. Después de terminar la guerra contra el imperio Jaaku, regresa a su planeta despidiéndose de sus amigos de la Tierra.                                                  |
| Steve Lawrence (スチーブ・ローレンス, Suchību Rōrensu) Seiyū: Koji Yada        | Es el padre de Olivia. Fue enviado contra su voluntad a la Luna por el Ejército Rebelde, ahí es obligado a enlistarse en las tropas y es usado como conejillo de indias para probar las armas que están en proyecto, luego es prisionero del imperio Jaaku y no es hasta el último capítulo que es salvado por el Ejército de la Confederación Terrestre. |

| Personaje                                                                     | Descripción |
| ----------------------------------------------------------------------------- | --- |
| Doctor Godoy Godheid (ゴッドハイド Goddo Haido) Seiyū: Eiji Kanie             | Es un malvado científico y líder del Ejército Rebelde. Fue un antiguo alumno del Doctor Blueheim cuando este último era profesor en la universidad donde trabajaba, pero se sintió traicionado por este después de sus superiores se quedaran con el crédito de una investigación que Godheid hizo durante tres años, lo que hace que se convierta en un villano y siendo enviado a la Luna donde se convierte en el líder del Ejército Rebelde que tiene como objetivo, comandar la invasión de la Tierra. Es por eso que crea los Robot Oso Negro, principales rivales en combate de Laserion y compañía, siempre se le puede ver en una terraza en el cual sus principales aficiones son beber vino, acariciar un gato blanco que siempre merodea el lugar y ver mujeres desnudas bañarse en una piscina, A pesar de los esfuerzos de Godheid por conquistar la Tierra, siempre fracasan debido a las derrotas de sus tropas en manos de Laserion. Termina siendo asesinado de un disparo en la cabeza por uno de sus súbditos que en esos momentos, estaba siendo controlado por los miembros del Imperio Jaaku |
| Coronel Mason Inspire (インスパイア Insupaia) Seiyū: Isao Mori                | Es el coronel del Ejército Rebelde y a su vez el brazo derecho de Godheid, él es quien se encarga de planear las invasiones y buscar a los pilotos de los Robot Oso Negro para que comanden la invasión a la Tierra. Cuando el plan de invasión del Ejército Rebelde falla, Mason es el primero en recibir los regaños de Godheid por tal fracaso. En la segunda temporada, Primero trabaja para el imperio Jaaku y después es prisionero de esta, mueriendo en el último capítulo pisoteado por los demás presos cuando rompen las rejas de los calabozos al momento de escapar. |
| Eric Sid Eric Sid (エリック・シッド Erikku Shiddo) Seiyū: Michitaka Kobayashi | Es un antiguo piloto de la Confederación Terrestre que fue considerado por muchos como el mejor piloto de todos los tiempos, pero termina expulsado de esta por su mala conducta y lo mandan exiliado a Marte. Es ahí donde es llamado por Godheid y el Ejército Rebelde, a pesar de las negativas del Coronel Mason, con el que siempre ha rivalizado, para que pelee contra Laserion y crear una base secreta en el polo norte, la pelea entre Eric Sid y Takashi Katori fue la que más capítulos duró en la serie (2 en total) enfrentándose en dos ocasiones y en el primero, Eric Sid vence a Laserion debido al exceso de confianza de Takashi y al sensor instalado en el robot que puede sentir la respiración del piloto enemigo. En la segunda, luego de estudiar a su oponente a través de libros de Kendo, Takashi logra vencer a Eric Sid partiendo en dos el robot con su la Espada Laser y así morir en la explosión, además de destruir la base secreta del Ejército Rebelde que construía en el polo norte.                                                                                        |
| Peres Andor                                                                   | Fue un excampeón de Motocross e ídolo de la juventud con un registro de 154 carreras ganadas de manera invicta y quien repentinamente se vuelve rebelde contra la sociedad terrestre después de la muerte de su hermana menor en un atropello en donde el culpable no recibió castigo alguno gracias a sus influencias políticas. Es tanto su odio contra los habitantes de la Tierra que estaría dispuesto a lo que sea por verla destruida. Por eso acepta de inmediato pilotar el Robot Oso Negro que le fue encomendado por el Ejército Rebelde. A la hora de la lucha, se convierte en un rival de cuidado para Laserion, que incluso le hace perder un brazo y casi lo hace perder el combate. Pero Takashi logra encontrar su punto débil y destruye el robot de Peres, que siente algo de remordimiento al ver la explosión donde el robot queda destruido y a la vez Peres muere, ya que él era uno de sus grandes admiradores en la época cuando Peres era campeón de Motocross. |
| Barón                                                                         | Es un antiguo soldado y protector de Sahara que después se convierte en mercenario, acepta pelear contra Laserion a cambio del dinero que le ofrece el Ejército Rebelde para crear su propio planeta, en el momento del combate, Sahara no está convencida de que se haya convertido en un mercenario, pero al final termina destruyendo el robot que el Barón pilotaba con lágrimas en los ojos, ya que todavía sentía algo de estimación por él. |
| Ketty Ketty (ケティ) Seiyū: Masako Katsuki                                    | Es una adolescente espía del Ejército Rebelde (que los habitantes de la Tierra no saben), es hermana de Eric Sid (En el doblaje de España y Latinoamérica se dice que es su hija) yendo en la misma clase que Takashi y Olivia. Takashi la considera muy guapa y Olivia siente una gran rivalidad hacia ella, especialmente por haberla vencido en el kendo. Ketty comienza a sentirse felizmente acogida en la Tierra ya que a los habitantes los considera alegres y sin preocupaciones, pero la promesa que le hace a su hermano/padre, le hace cambiar de parecer. Es quien comanda el ataque de los Robot Oso Rojo (evolución de los Robot Oso Negro) generando el caos en la ciudad de Tokio. Para Laserion es un rival duro debido a su rápida capacidad de desplazamiento, al final, Laserion logra vencerla y muere en la explosión del robot Oso Rojo que comandaba. Takashi tenía una cita con ella para estudiar y al ver que no llegó, se fue defraudado convencido de que él llegó tarde. |

## Controversias
En países especialmente latinoamericanos, la serie fue motivo de varias controversias, especialmente por mostrar escenas de desnudos (principalmente femeninos) en donde la principal afición de Godheid, era ver mujeres desnudas bañándose en una piscina, por lo que en muchos países, la serie fue censurada por aquel motivo y retirada del aire después de sólo 28 episodios traducidos (cuando entran los del Imperio Jack y Laserion gana el Laser Battle Gear para hacer frente a Gario).